# Chim sâu phao câu vàng kim
Chim sâu phao câu vàng kim (danh pháp hai phần: Dicaeum annae) là một loài chim thuộc chi Dicaeum, họ Chim sâu. Đây là loài đặc hữu của Indonesia. Môi trường sống tự nhiên của nó là rừng đất thấp ẩm cận nhiệt đới và nhiệt đới.